# Nguyễn Ngọc Phúc
Nguyễn Ngọc Phúc là kiểm sát viên cao cấp người Việt Nam. Ông hiện giữ chức vụ Viện trưởng Viện kiểm sát nhân dân tỉnh Kiên Giang.

## Tiểu sử
Nguyễn Ngọc Phúc là đảng viên Đảng Cộng sản Việt Nam.
Vào sáng ngày 19 tháng 12 năm 2017, Nguyễn Ngọc Phúc, Phó Viện trưởng Viện kiểm sát nhân dân tỉnh Kiên Giang, được Phó Viện trưởng Viện kiểm sát nhân dân tối cao Việt Nam Nguyễn Thị Thủy Khiêm trao Quyết định của Viện trưởng Viện kiểm sát nhân dân tối cao Việt Nam bổ nhiệm giữ chức vụ Viện trưởng Viện kiểm sát nhân dân tỉnh Kiên Giang. Nguyễn Ngọc Phúc đồng thời được Bí thư Tỉnh ủy Kiên Giang ký quyết định bổ nhiệm giữ chức vụ Bí thư Ban cán sự Đảng Cộng sản Việt Nam Viện kiểm sát nhân dân tỉnh Kiên Giang.
Nguyễn Ngọc Phúc hiện là Tỉnh ủy viên Tỉnh ủy Kiên Giang.
Từ ngày 1 tháng 12 năm 2018, ông được Viện trưởng Viện kiểm sát nhân dân tối cao Việt Nam Lê Minh Trí bổ nhiệm chức danh Kiểm sát viên cao cấp.